# Zone de dégagement

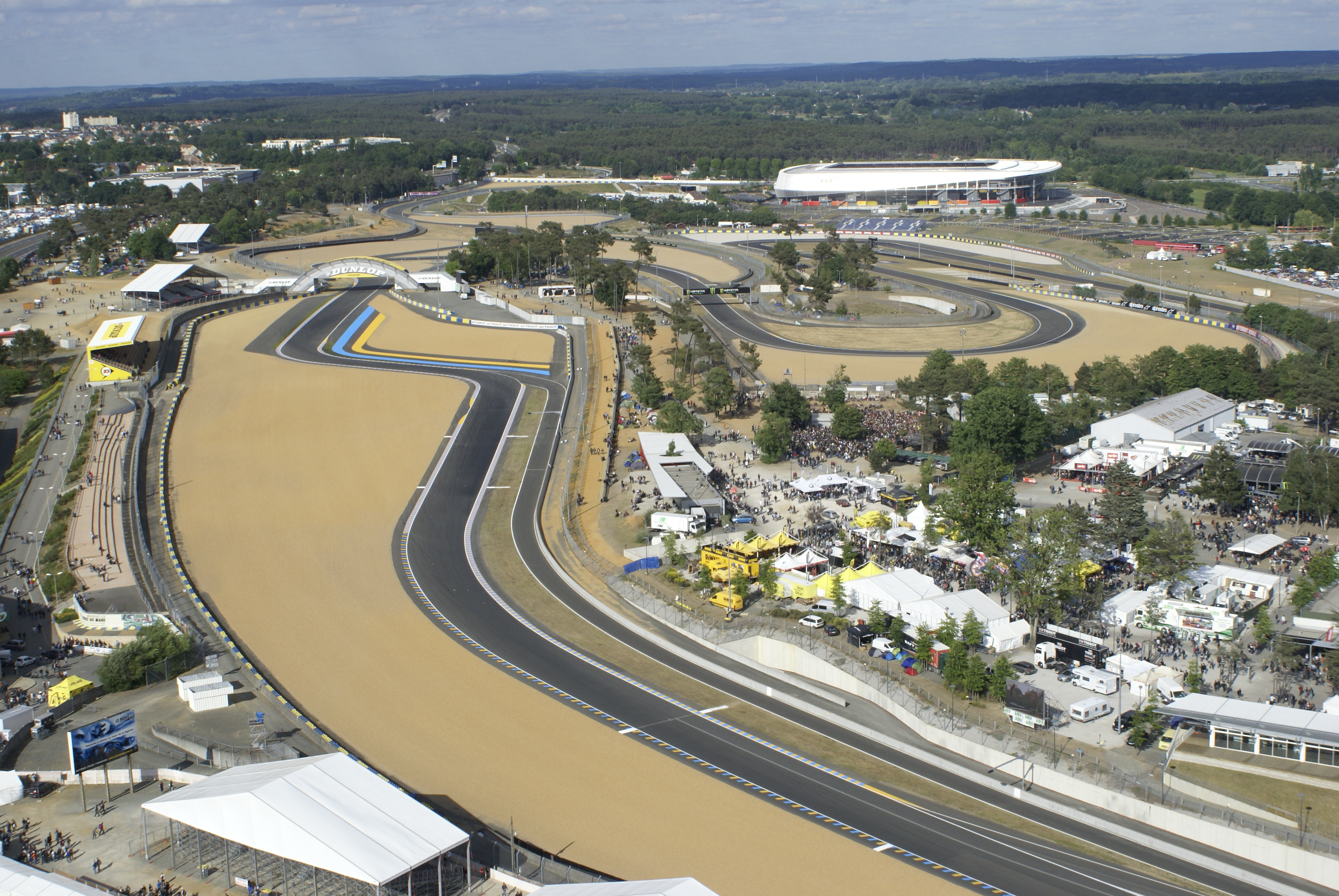
Les immenses bacs à graviers du circuit Bugatti. On note la combinaison asphalte puis graviers à la sortie de la chicane Dunlop.

On désigne par zone de dégagement (« run-off » en anglais) la surface libre qui longe la piste d'un circuit automobile, principalement à l'extérieur des courbes et des virages, permettant l'arrêt passif ou actif d'un véhicule. Ces zones, généralement bitumées ou remplies de graviers, permettent aux pilotes de gérer au mieux une sortie de piste, protègent les commissaires de course et les spectateurs, et peuvent éviter de graves dommages aux machines de course.

## Histoire

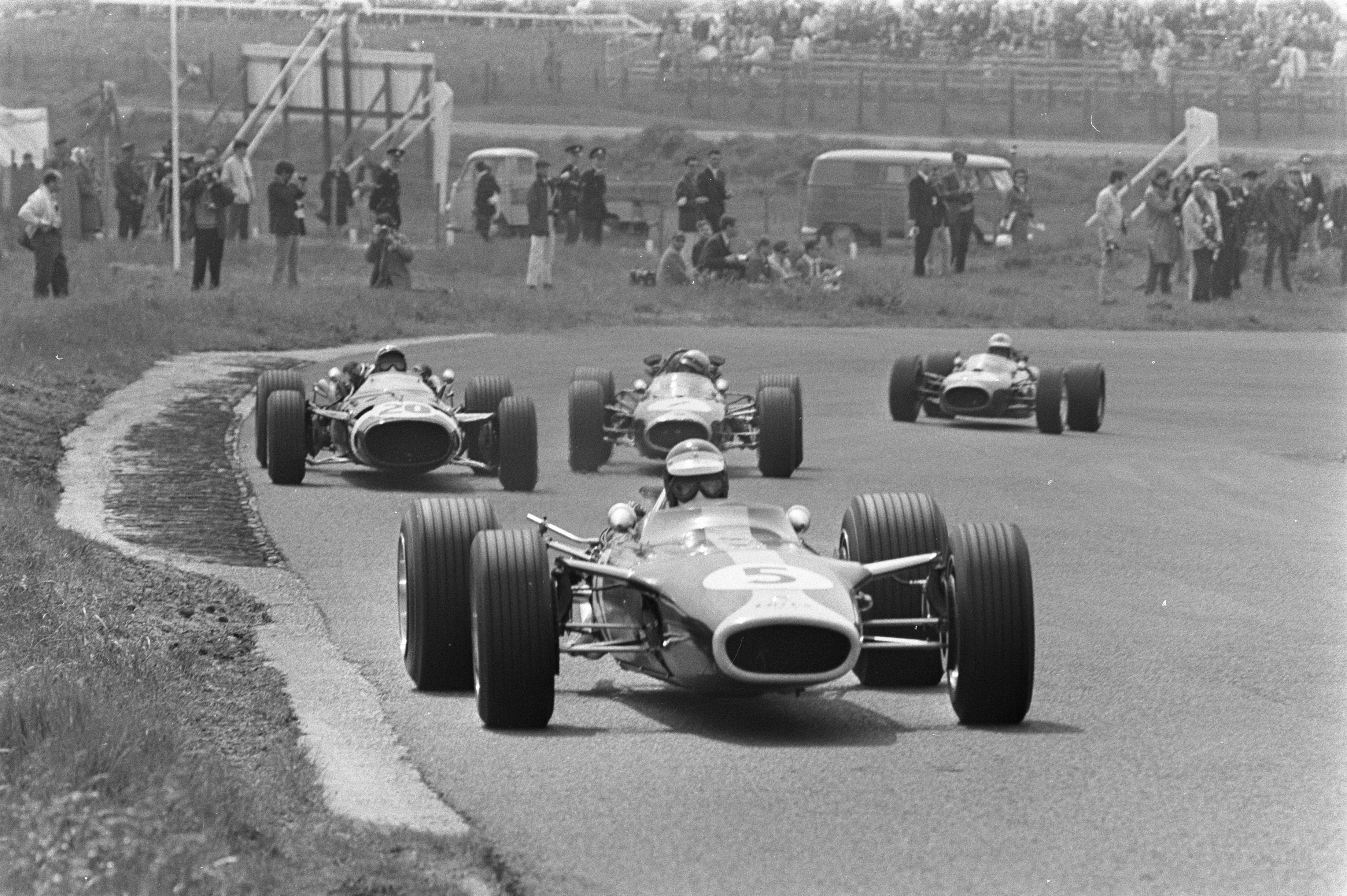
Spectateurs en bord de piste du Grand Prix des Pays-Bas 1967 à Zandvoort

Lors de la construction des premiers circuits automobiles, on n'aménageait aucune zone de dégagement. Les spectateurs se tenaient au bord de la piste, simplement séparés par des bottes de paille, des fils de fer ou des barrières en bois, ce que l'on reconnaît aujourd'hui comme totalement inefficace. Ce n'est qu'après la seconde Guerre mondiale, et surtout après les graves accidents de 1952 sur le Grenzlandring (13 ou 14 morts) et celui des 24 Heures du Mans 1955 (84 morts), que les questions de sécurité ont été abordées par les autorités du sport automobile, les organisateurs de course, et les gestionnaires d'infrastructures. La diminution des risques était cependant contrainte par le manque de financement et la technique, surtout dans le cas des circuits temporaires, alors très répandus. Sur les routes de campagne, comme celles qui composaient le circuit de Rouen-les-Essarts, en France, il n'y avait pratiquement aucune place pour aménager des zones de dégagement. La piste longeait parfois directement des arbres ou des bâtiments, comme c'était le cas des tracés initiaux des circuits de Reims-Gueux en France ou de Spa-Francorchamps en Belgique. Pendant une longue période, seuls les circuits permanents ont pu profiter de travaux de sécurité de grande ampleur, mais il a encore souvent manqué aux décideurs la réelle volonté d'améliorer la situation, si bien qu'on a pu voir de nombreux accidents mortels pendant des années,. C'est ainsi qu'en septembre 1961, sur le circuit de Monza, un accident a provoqué la mort du pilote de Grand Prix allemand Wolfgang von Trips, ainsi que de quinze spectateurs, qui n'étaient séparés du circuit que par un muret et un petit grillage, et qui ont été fauchés par une voiture presque à pleine vitesse.

### Premières zones de dégagement

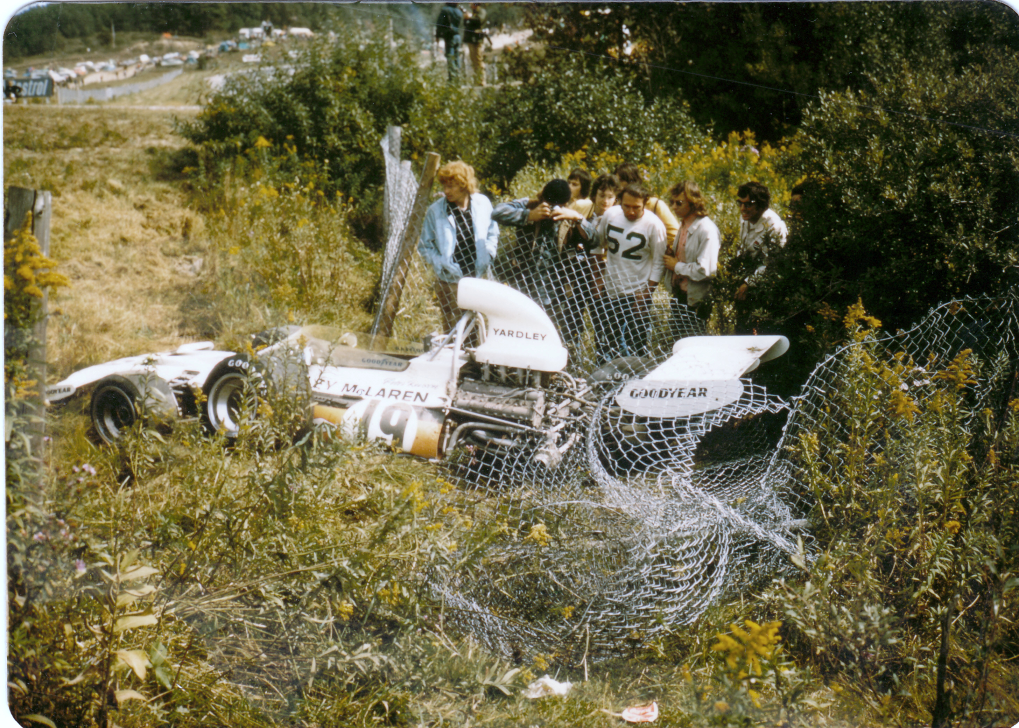
Une F1 McLaren M19C stoppée par des « barrières-filets » en 1972 à Mosport Park.

Le besoin croissant de sécurité mis en avant par des pilotes éminents comme Jackie Stewart et Jacky Ickx, des organisateurs et des spectateurs, de même que la vitesse en progression constante à partir des années 1960 (particulièrement en Formule 1) ont finalement forcé les propriétaires de circuits à installer des zones de dégagement.

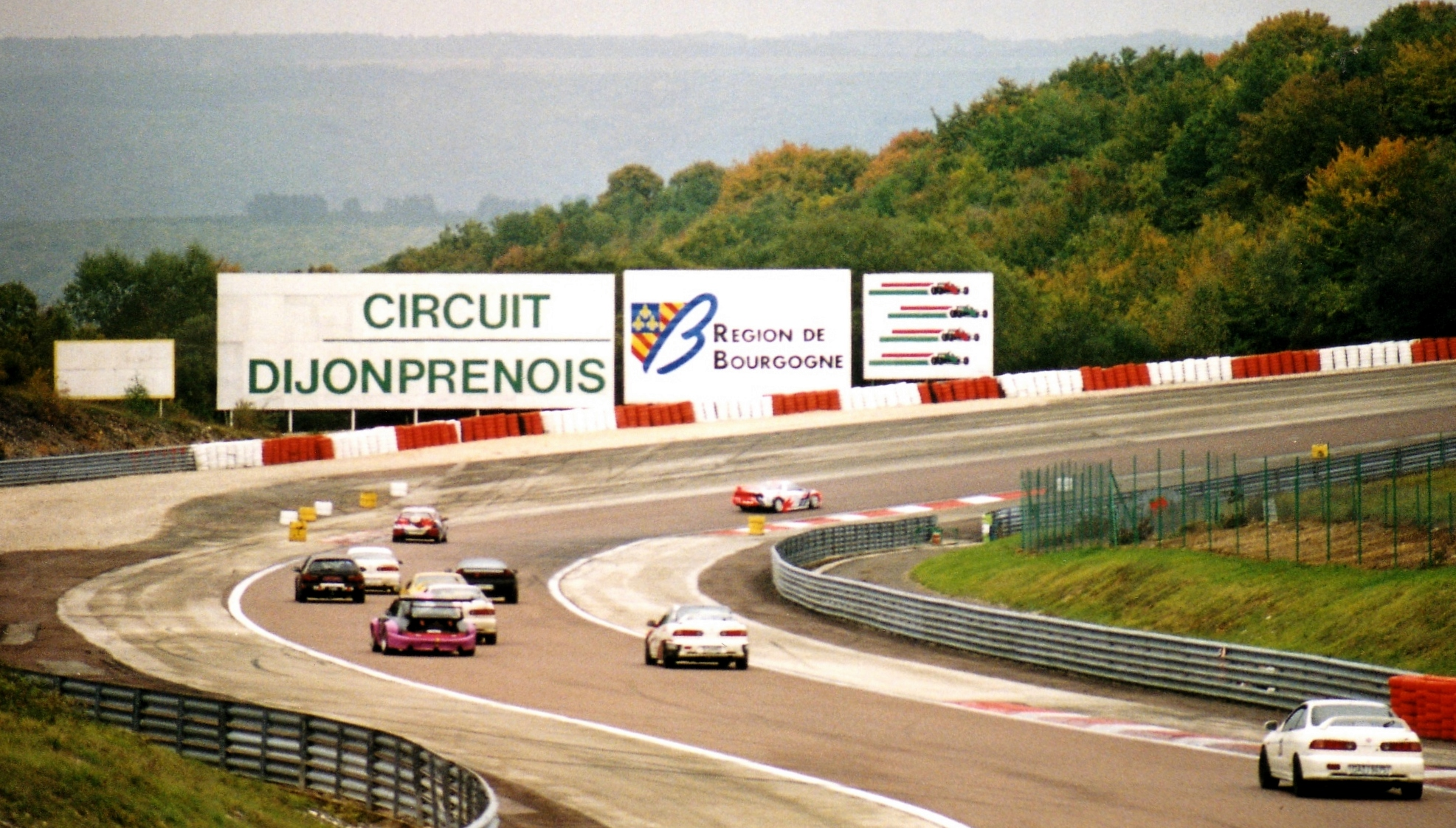
La partie du circuit de Dijon-Prenois complétée en 1975 par des zones de dégagement en béton et asphalte des deux côtés.

Les pionniers de ce développement ont été notamment les pilotes Henri Pescarolo et Jean-Pierre Beltoise pour les plans du circuit Paul-Ricard en 1970 en France et le concepteur de circuits néerlandais John Hugenholtz avec le circuit de Nivelles-Baulers en Belgique (1971). Hugenholtz s'était déjà distingué avec la conception des circuits de Suzuka (Japon), Zolder (Belgique), Jarama (Espagne) et Hockenheim (RFA). Il a introduit les « barrières-filets » dans les sports mécaniques, combinaison de barrières flexibles qui pouvaient arrêter les voitures sorties de piste. Celles-ci, constituées de plusieurs rangées de barrières de fil de fer, n'ont bientôt plus atteint leur but et se sont vues complétées ou remplacées par de larges zones de dégagement. Au début, ces zones étaient constituées de terrain meuble : herbe, sable, ou gravier, mais à partir des années 1990, elles seront de plus en plus souvent bitumées. Le circuit de Dijon-Prenois (France) avait été pionnier de cette pratique en 1975, quand au cours de travaux pour l'allongement du circuit, de grandes parties des zones de dégagement des deux côtés de la piste furent bétonnées ou asphaltées.

### La fin des circuits anciens
La nécessité, de mieux en mieux acceptée, de zones de dégagement a eu à partir des années 1970 une influence croissante sur la manière de construire les circuits et leur longueur ; elle a aussi conduit à l'abandon complet de parcours dont la restructuration n'apparaissait pas possible ou rentable. C'est ainsi que la longueur du tracé de Spa-Francorchamps, par exemple, a été réduite de plus de 14  à   7 km en 1979 et celle du circuit de Charade de 8  à   4 km, parce que seule cette partie pouvait être suffisamment sécurisée. Parmi les circuits qui ont dû être complètement fermés, on compte en particulier les circuits de Solitude (Allemagne, 1966), Reims (France, 1972), Rouen-les-Essarts (France, 1993) et AVUS (Berlin, 1998).
Il reste peu de circuits automobile sans zones de dégagement, comme c'est le cas de la boucle nord du Nürburgring. Ces pistes ne sont plus considérées comme suffisamment sûres pour l'organisation de courses modernes. En France, le ministère de l'Intérieur a pris en mai 2006 un décret qui contraint les circuits à obtenir une homologation, décret qui a eu pour conséquence pour la majorité des circuits français des travaux de rénovation importants. Il n'a cependant pas été imposé de faire des zones asphaltées, si bien que les nouvelles zones sont souvent des bacs à graviers. Des installations comme le circuit du Mas du Clos à Aubusson, pour lequel les travaux, estimés à 2 millions d'euros, n'avaient pas encore été faits en 2007, ont perdu leur homologation et ont donc été condamnés à la fermeture.

## Construction

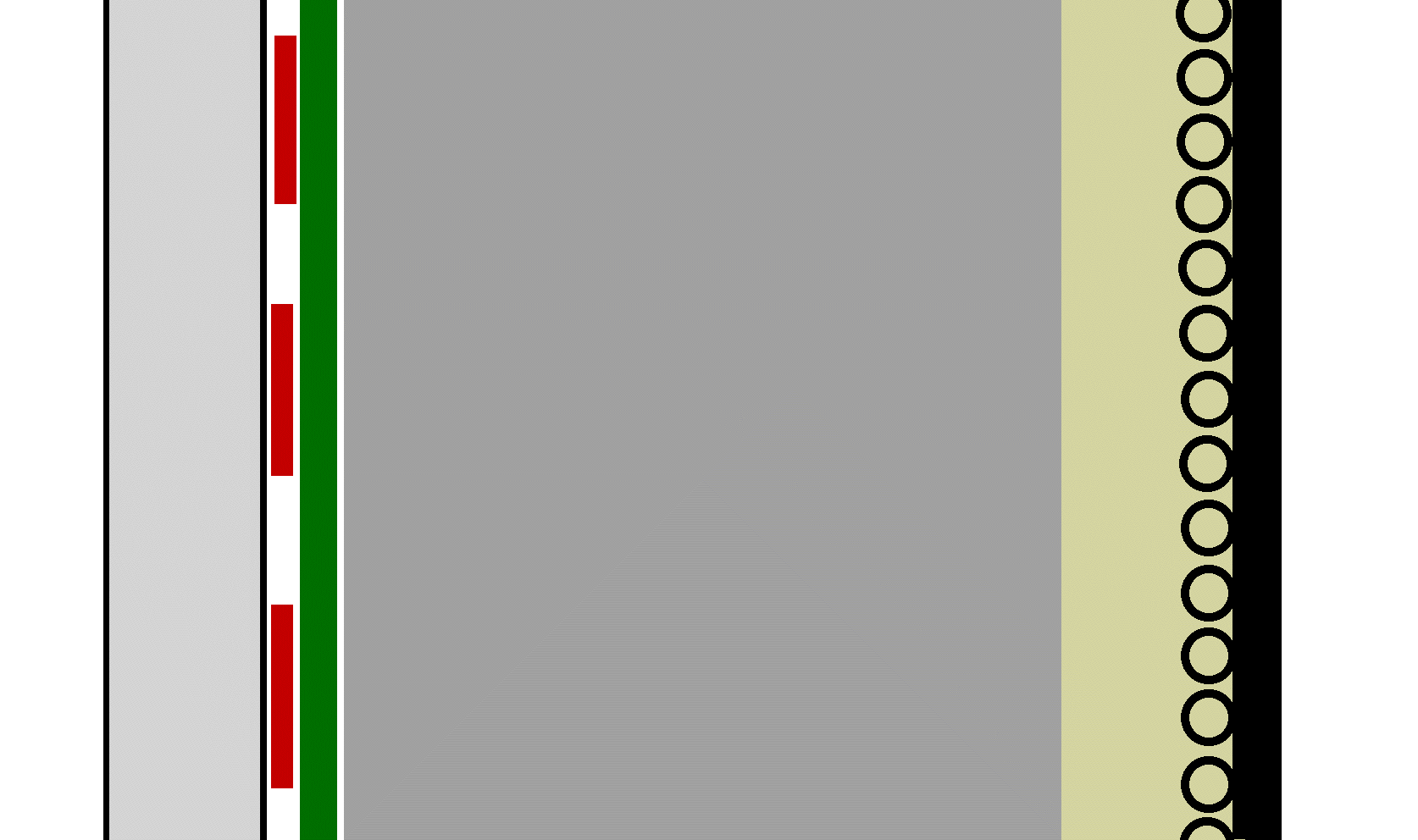
Vue schématique d'une zone de dégagement moderne, de g. à dr. : piste, vibreur, AstroTurf, asphalte, bac à graviers, barrière de pneus, mur.

En 2014, sur les « grands » circuits, on trouve souvent une succession de trois surfaces au-delà du vibreur extérieur à un virage :
1. AstroTurf, sorte de gazon synthétique collé juste après le vibreur en bande étroite, sans grip ;
2. Zone asphaltée, sur plusieurs mètres, permettant de « récupérer » le véhicule et de revenir sur la piste ;
3. Bac à graviers, sur une grande profondeur, censé stopper un véhicule incontrôlable.

Puis :
- Une bande étroite de gazon, pour dégager les véhicules bloqués dans le bac à gravier, ou en sortir pour rejoindre la piste ;
- Et finalement une barrière de type Tecpro ou une barrière de pneus, avant un dernier rail de sécurité surplombé d'un grillage pour la protection des spectateurs (projection de débris).

Les zones de dégagement sont localisées à l'extérieur des courbes et chicanes. Dans l'idéal, elles ne présentent pas de dénivellation par rapport au bord de la piste mais la FIA tolère une pente jusqu'à 25 % en montant ou 3 % en descendant pour les zones asphaltées. Les zones de dégagement modernes commencent par une bande verte de 1  à   5 m de large, en pelouse artificielle de type AstroTurf (semblable à une moquette), ou en béton peint. Cette bande ne fait pas encore officiellement partie de la zone de dégagement, mais de l'accotement ; son rôle est, compte tenu de son faible coefficient de frottement, d'empêcher un empiètement délibéré au-delà des vibreurs, car une voiture peut y perdre de l'adhérence donc perdre tout avantage à trop élargir sa trajectoire.
Puis vient une surface recouverte d'environ 4 cm d'épaisseur d'enrobé bitumineux. Par l'adjonction de proportions soigneusement calculées de sables de calcaire et de grès, et de quelques additifs chimiques, on obtient ainsi une fine rugosité, et par là un engrènement entre le caoutchouc des pneus et le sol plus fort que pour un revêtement de chaussée ordinaire. Cette bande d'asphalte se raccorde parfois à un bac à gravier d'au moins 4 mètres de large et de 25 cm de profondeur. Ce dernier est composé, selon les instructions de la FIA de cailloux ronds de diamètre compris entre 5  et   16 mm. Au bout du bac à gravier se trouve une barrière de 2  à   6 rangées de pneus, haute d'au moins 1 m. La rangée la plus en avant doit être recouverte d'un plan de caoutchouc d'au moins 12 mm d'épaisseur, pour empêcher la voiture de pénétrer entre les pneus ou de s'y accrocher. Ce genre de construction peut absorber jusqu'à 80 % de l'énergie du choc. Encore derrière, la zone de dégagement est limitée par un mur ou une glissière de sécurité surmonté d'une grille de protection, pour éviter les collisions avec des voitures circulant sur des voies voisines, ou la mise en danger des spectateurs et des auxiliaires de piste par des pièces projetées par les voitures sorties de piste.
Sur les circuits très rapides, ou aux endroits où il est impossible de construire une zone de dégagement assez grande, on a testé depuis la saison de Formule 1 de 2006 un nouveau développement : la High Speed Barrier (barrière de grande vitesse), une combinaison de trois couches de matériaux : des blocs Tecpro en matière plastique remplis de mousse de polyéthylène, des barrières de pneus sur plusieurs épaisseurs, et pour finir un mur ou une glissière de sécurité de délimitation. Ces installations, profondes d'environ 4 mètres, ont été installées pour la première fois au Grand Prix automobile d'Italie à Monza.

### Préférence pour l'asphalte

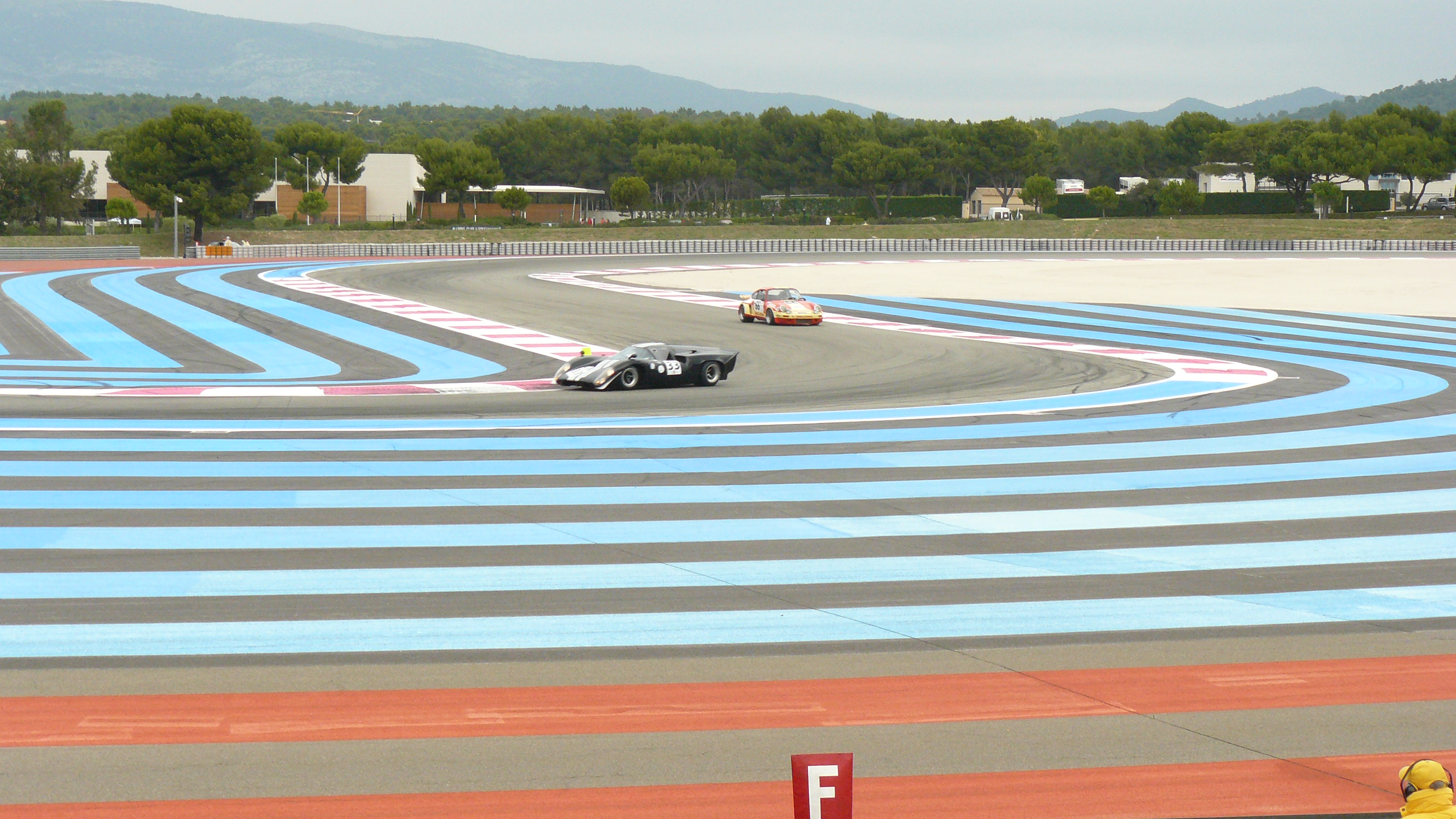
Zones de dégagement en surface abrasive au Paul-Ricard

Les simples bacs à gravier ne sont plus présents partout. S'ils peuvent en général freiner rapidement une voiture, ils peuvent aussi la conduire à y rester bloquée. À l'inverse, les voitures de course avec une faible garde au sol et un fond plat peuvent parfois glisser sur le gravier sans être freinées, les bacs à graviers doivent donc prévoir une plus grande distance jusqu'à la glissière de sécurité que les zones asphaltées. Dans certains cas, il est aussi arrivé que les graviers provoquent des tonneaux lorsqu'une voiture s'y était engagée de flanc, en glissade latérale. Par ailleurs, la structure anti-tonneau des monoplaces peut s'enfoncer dans ce sol relativement meuble, et ne plus remplir sa fonction protectrice de la tête du pilote. En ce qui concerne les autres types de surfaces, on ne laisse plus de zone de dégagement purement en gazon, en raison du faible coefficient de frottement de ce dernier (surtout mouillé), ni beaucoup de surfaces de béton, que l'on trouve encore sur d'anciens circuits comme celui de Dijon-Prenois.
Les zones de dégagement les plus modernes et les plus larges du monde ont été, jusqu'à la construction de nouveaux circuits de Formule 1 en 2005, créées au circuit Paul-Ricard, modernisé entre 1999 et 2002. Le nouveau propriétaire, Bernie Ecclestone, y a fait installer un système très astucieux de bandes d'asphalte avec des coefficients de frottement différents, mais tous très élevés, obtenus en particulier par l'addition de tungstène, et qui freinent avec sécurité les voitures, et ce sans causer de dommages au véhicule. Ceci économise aux équipes qui y font leurs tests (Toyota y a un centre d'essais permanent) des coûts et du temps, qu'ils devraient autrement dépenser pour le dépannage et la réparation des autos accidentées. L'Institut pour la sécurité du sport automobile de la FIA a décerné au circuit Paul-Ricard en 2006 le FIA Institute Centre of Excellence Award (Prix du centre d'excellence de l'Institut de la FIA), pour la première fois, notamment en raison de la conception de ces zones de dégagement, le deuxième circuit couronné par cette récompense a été celui de Bahreïn en 2007.

## Conception

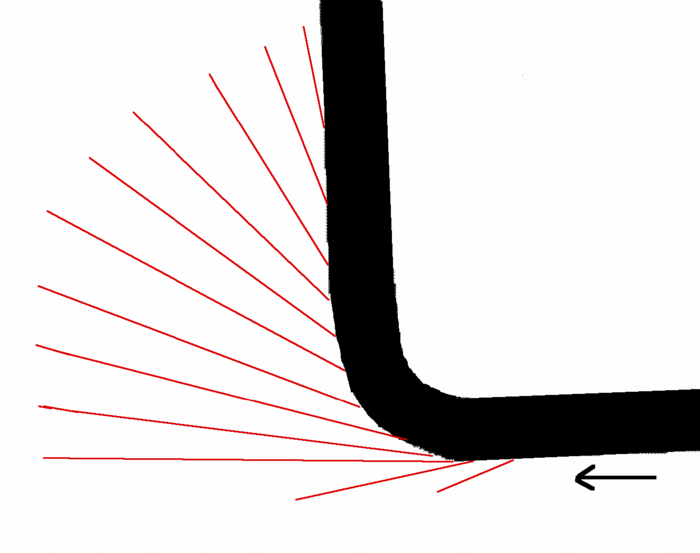
Modèle en rayons pour le calcul d'une zone de dégagement (schématique).

Le rôle historique du Hollandais John « Hans » Hugenholtz, mort en 1995, dans la conception de circuits de Formule 1 et de leurs zones de dégagement a été repris par l'ingénieur et architecte allemand Hermann Tilke avec son bureau d'ingéniérie et d'architecture d'Aix-la-Chapelle. Pour la conception de circuits de toute nature, ou pour la modernisation de circuits déjà existants, il calcule les dimensions des zones de dégagement à l'aide d'un modèle en rayons sur ordinateur. Ce modèle prend en compte la vitesse maximale et la direction d'un véhicule hors de contrôle quittant le circuit, à partir de tous les points de la courbe après le point de freinage, et en calcule l'espace de dégagement nécessaire. Les vitesses et poids des voitures de Formule 1 sont déterminés par les règles de la FIA. Leur énergie cinétique, malgré leur relative légèreté, est, en raison de la très grande vitesse maximale de 350 km/h, normalement plus élevée que pour toutes les autres classes de voitures de course (plus de 36,7 MJ), si bien que le calcul fait pour la Formule 1 est suffisant, ou même excessif pour ces dernières,. Les valeurs indicatives pour les possibilités de freinage jusqu'à l'arrêt de voitures de Formule 1 dépendent fortement de la vitesse initiale : environ 135 mètres pour 300 km/h (4 secondes), 65 m pour 200 km/h (2,9 s) et seulement 17 m pour 100 km/h (1,4 s). Dans l'idéal, le véhicule devrait s'arrêter complètement, avant d'avoir touché un obstacle fixe.
Tandis que l'extension des zones de dégagement n'atteignait, jusqu'aux années 1980, qu'à peine la largeur de la piste, soit 8  à   15 m, les circuits modernes, comme le circuit d'Istanbul ouvert en Turquie en 2005, comptent des zones faisant jusqu'à 80 mètres de large. Actuellement, la FIA donne pour les nouveaux circuits une recommandation de 30  à   100 mètres. Pour les circuits déjà existants, elle a récemment mis à disposition son Circuit Safety Analysis System (CSAS) (Système d'analyse de sécurité de circuit), un programme informatique qui donne des informations sur les dimensions nécessaires des zones de dégagement et des barrières de sécurité à partir des données de senseurs des voitures de Formule 1 et les accidents pendant les courses passées.
Les zones de dégagement comportant de grandes surfaces asphaltées demandent un drainage suffisant en raison du danger d'aquaplanage. Ces surfaces présentent parfois une pente vers la piste où l'eau s'écoule, dans ce cas un caniveau recouvert, par exemple, d'une grille métallique est nécessaire pour collecter le ruissellement.

## Inconvénients

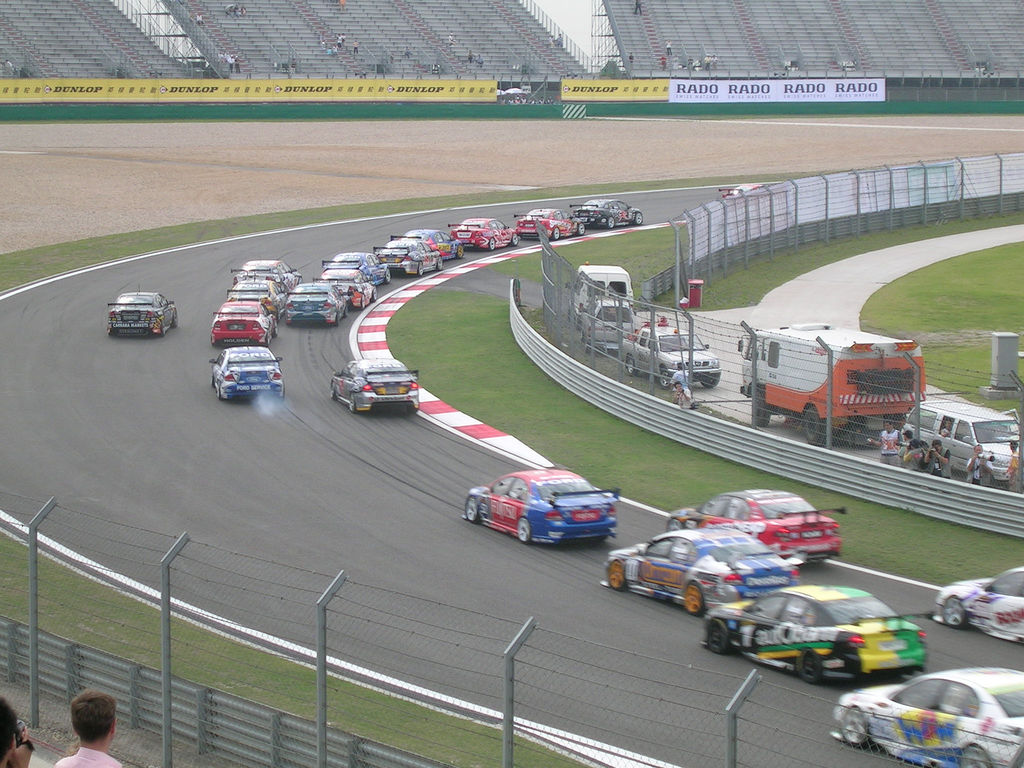
Zone de dégagement du circuit international de Shanghai, avec ses tribunes très éloignées de la piste.

Outre les dépenses élevées entrainées pour l'acquisition des terrains et leur construction, les larges zones de dégagement créent de plus grandes distances entre la piste et les spectateurs.
Sur certains circuits modernes, comme le circuit international de Shanghai, les voitures ne peuvent être parfois vues que de loin par les spectateurs, ce qui compromet fortement l'expérience subjective des vitesses de course. Les zones de dégagement asphaltées sur une grande largeur diminuent la perception de la vitesse notamment pour les catégories comme les voitures de tourisme, moins rapides que d'autres. Par exemple, sur certaines sections du circuit d'Istanbul, conçu pour la Formule 1 avec une chaussée de 21 m de large et des zones de dégagement allant jusqu'à 80 m, on a l'impression visuelle d'un parking de plus de 100 m de large et de quelques centaines de mètres de long.
Les pilotes éprouvent aussi cette impression subjective d'éloignement, ce qui peut, sur ce genre de passage, les amener à sous-estimer leur vitesse voire à choisir sciemment une vitesse plus élevée, sachant qu'une sortie de piste ne les conduirait pas inéluctablement à l'abandon. De même, il y a des circuits sur lesquels des zones de dégagement en asphalte font  partiellement partie de la trajectoire idéale, c'est-à-dire qu'elles sont utilisées intentionnellement. Selon les règles de la FIA pour les circuits automobiles, le bord de la chaussée doit être marqué par une ligne blanche antidérapante de 10 cm de large au moins. La traversée complète intentionnelle de cette ligne par un véhicule (quatre roues dehors) est en règle générale punie par des sanctions allant de l'avertissement à la disqualification ; ceci est destiné à empêcher l'usage des zones de dégagement comme de surface de piste additionnelle.
En janvier 2006, le promoteur de la Formule 1 Bernie Ecclestone a déclaré ironiquement à leur sujet : « [...] pour certaines, on peut tomber en panne d'essence avant d'avoir atteint les rangées de pneus ». Ces dernières années, il favorise la venue de circuits urbains, comme aux premiers jours du sport automobile, car c'est là qu'on peut, d'après lui, rendre le sport le plus spectaculaire et proche des spectateurs. C'est ainsi qu'à partir de la saison de Formule 1 de 2008, de nouveaux circuits urbains de Formule 1 ont été mis en œuvre : à Valence (Espagne), Abou Dabi (émirat homonyme), Yeongam (Corée du sud), ou Singapour.
On ne considère pas nécessaire d'installer des zones de dégagement sur les parties de circuit où les voitures pourraient quitter la piste sous un angle très faible, comme sur les lignes droites ou les légères courbes. Dans ces cas, la FIA préfère un mur lisse et continu ou une glissière de sécurité, le long desquels les voitures peuvent glisser et perdre rapidement leur vitesse. La limite supérieure pour ce type de construction est un angle de 30°.

## Zones de dégagement pour la moto
Pour la Fédération internationale de motocyclisme (FIM), organisation supérieure du sport motocycliste, les accotements et zones de dégagement d'un circuit « [...] contribuent à une meilleure sécurité en améliorant la visibilité, permettant l'usage de la piste sur toute sa largeur, et si elles sont assez profondes, servent de zone d'arrêt pour les véhicules ». La FIM exige que les bacs à graviers soient aplanis (sans ondulations), et recommande qu'ils soient 1 ou 2 cm plus bas que la surface de la piste.
Les circuits sont pour la plupart utilisés aussi bien par les voitures que par les motocyclettes et la conception des zones de dégagement peut s'avérer contradictoire. En cas de chute, les motocyclettes ne sont que faiblement freinées par les zones d'asphalte. La faible surface de frottement fait qu'une moto peut glisser jusqu'aux limites du circuit, et être fortement endommagée. En cas de chute à grande vitesse, et donc de longue glissade, le risque de blessure pour le pilote augmente : la forte érosion de sa combinaison peut résulter en brûlures ou écorchures graves. Dans ce cas, les bacs à graviers, mal aimés des pilotes automobiles, sont bien plus sûrs. Cependant, une transition douce doit être aménagée entre le vibreur et le bac à gravier, sinon le changement brutal de coefficient de frottement provoque un couple qui peut faire faire un tonneau à la machine et à son pilote. Des sillons dans le gravier perpendiculaires à la direction de la chute pourraient aussi avoir cet effet d'où la réglementation FIM pour des bacs à graviers lisses. Pour les chutes à basse vitesse, les zones asphaltées présentent par contre l'avantage de pouvoir reprendre la course sans trop de dommages après une courte glissade.
Dans les courses de motocyclettes, les limites du terrain au bout des zones de dégagement sont sécurisées par des Airfences (barrières pneumatiques), de grands coussins en plastique gonflés d'air, qui en cas de choc d'un pilote s'enfoncent profondément, et absorbent ainsi sans danger l'énergie cinétique. Ces installations de sécurité sont installées le plus souvent uniquement pour la durée de la course, et doivent être homologuées par la Commission de courses sur route (CCR) de la FIM.
Les circuits suivants ont des zones de dégagement spécialement conçues ou préparées pour la moto : Assen (Pays-Bas), Misano (Italie), Jerez (Espagne), Bugatti (France), Phillip Island (Australie) ou Sachsenring (Allemagne). Ces circuits reçoivent notamment les épreuves nationales des championnats du monde de vitesse moto.
La zone de dégagement la plus large à l'heure actuelle a été créée lors la restructuration pour la MotoGP de l'infield road course (circuit routier intérieur) de l'Indianapolis Motor Speedway. Depuis le Grand Prix moto d'Indianapolis de 2008, les premiers virages du circuit de 4,186 km, parcouru dans le sens contraire aux aiguilles d'une montre, se situent au-dessous des deux premières courbes inclinées de l'ovale et utilisent celles-ci comme zones de dégagement asphaltées. La première zone de dégagement est ainsi longue de 240 mètres dans sa plus grande profondeur.

## Cas particuliers

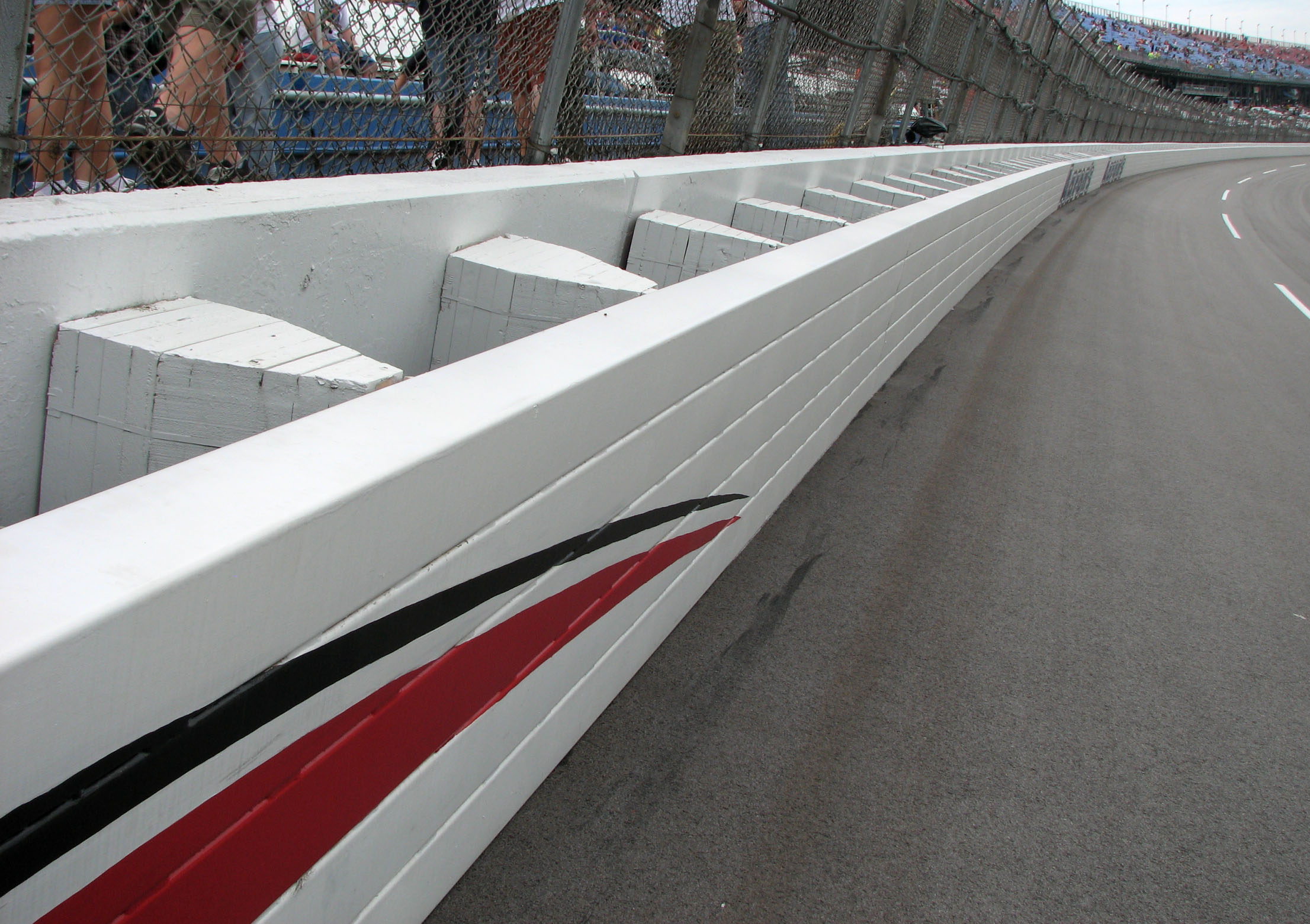
Le dispositif SAFER, ici à Talladega.

De manière générale, les circuits temporaires en zone urbaine disposent de peu d'espace et manquent de zones de dégagement, ce qui provoque fréquemment des interruptions de course lors d'un incident, voire un arrêt définitif de l'épreuve. Sur le circuit de Monaco par exemple, il existe de courts échappatoires dans certains virages et chicanes et on a installé depuis 1995 à certains endroits des réservoirs en plastique remplis d'eau pour amortir les sorties de piste.
Les circuits en ovale n'offrent aucune zone de dégagement. Le dévers des courbes, le plus souvent inclinées (banking), rend la construction de zones de dégagement impossible. On borde donc ces circuits de murs de béton sur toute leur longueur pour contenir les véhicules, murs surplombés par des clôtures très solides destinées à protéger les spectateurs. On utilise de plus en plus des barrières de type SAFER (en) (Steel and Foam Energy Reduction : « réduction d'énergie par acier et mousse ») dans les courbes, un système de « coussin » adossé au mur de béton et qui absorbe l'énergie des chocs sans que la voiture ne puisse s'y accrocher.
En rallycross, les zones de dégagement sont presque exclusivement des bacs à sable ou à gravier. Pour des raisons d'économie, les zones sont généralement remplies de matériaux trouvés sur place : terre grossièrement tamisée ou sable.
Dans d'autres disciplines, comme le dragster, la course de côte ou le slalom, une zone de dégagement est aménagée en fin de parcours. Elle sert de zone de freinage après le passage de la ligne d'arrivée. Sa longueur et son revêtement sont réglementés par les fédérations sportives respectives.

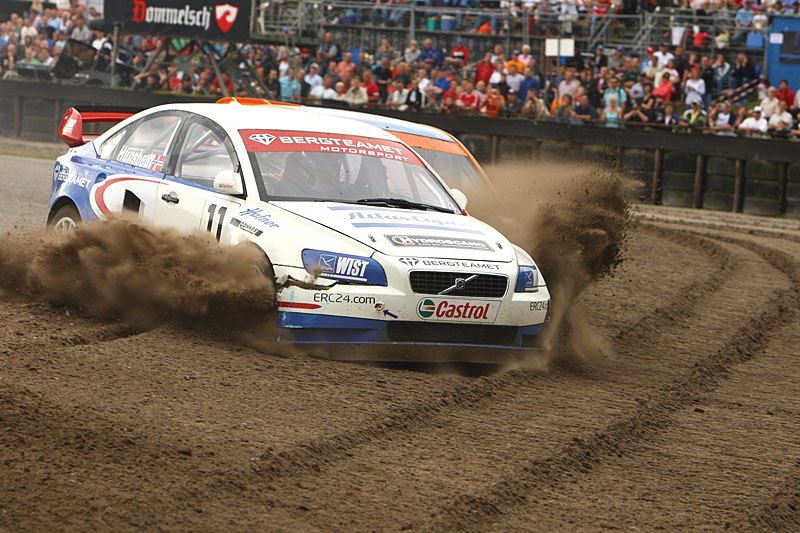
Effet d'une zone de dégagement en rallycross
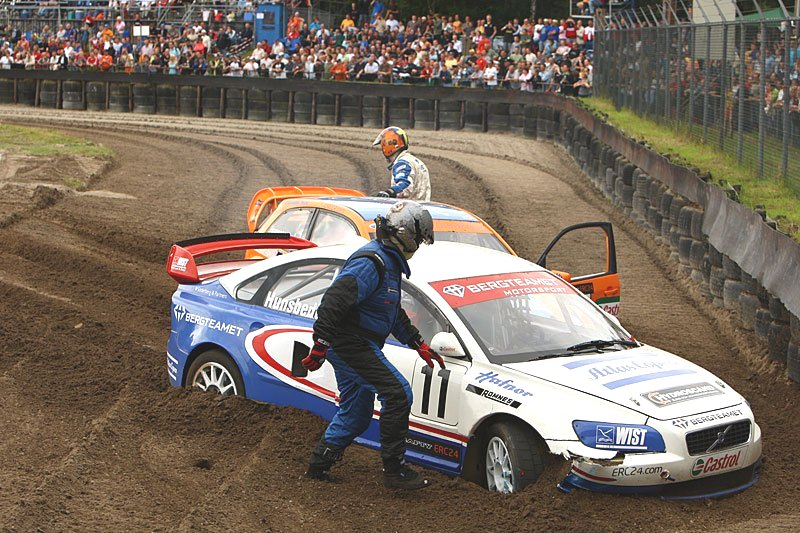
Et arrêt